# Božinovac
Božinovac (Kyrillisch: Божиновац) ist ein Dorf in der Opština Knjaževac und im Okrug Zaječar im Osten Serbiens.

## Geographie
Božinovac liegt am südlichen Ausläufer der Karpaten, im südlichen Teil der Region Timočka Krajina.

## Einwohner
Laut Volkszählung 2002 (Eigennennung) gab es 26 Einwohner. Davon waren alle Serben.
Weitere Volkszählungen:
| 1948 | 1953 | 1961 | 1971 | 1981 | 1991 |
| ---- | ---- | ---- | ---- | ---- | ---- |
| 259  | 247  | 206  | 136  | 88   | 66   |